# Ted Turner
Robert Edward "Ted" Turner (født 19. november 1938) er en amerikansk forretningsmand samt filantrop og sejlsportsmand.
Turner er grundlægger af den amerikanske TV-kanal CNN, der hovedsagligt bringer nyheder, samt vinder af America's Cup to gange.
Han købte 1986 mediekoncernen MGM og samtlige filmrettigheder. I dag ejer han den amerikanske TV-Kanal TCM, der bl.a. viser film fra Metro-Goldwyn-Mayer (MGM). 
I perioden 1991-2001 var han gift med skuespillerinden Jane Fonda.
- Wikimedia Commons har flere filer relateret til Ted Turner